# Cheick Chérif Fanta-madi
Cheick Cherif Fanta Madi né en 1870 à Kankan et mort en 1955 à Kankan, est un érudit et grand marabout guinéen.

## Biographie
Cheick Fanta-madi Cherif est né à Makafodédou dans la région administrative de Kankan, il est le fils de karamoko Aboubacar Sidiki Chérif descendant de Lamine Chérif Ismaël d'origine arabe et de Fanta Condé originaire de la Côte d'Ivoire.
Fanta-madi Chérif ou encore surnommé kankan-Sékouba, jouera un rôle crucial dans l'accueil et l'installation des premiers catéchistes chrétiens à Kankan, tout comme il joua un rôle dans le pacte entre la famille Barry de fodékariah balima venue de Fougoumba et les familles Konaté de toron.
De son vivant, Kankan était devenue un lieu de pèlerinage où se rendaient régulièrement des musulmans et non musulmans pour solliciter les bénédictions du saint homme. Et d'ailleurs dans les années cinquante s'étaient rendus auprès de lui Kwame Nkrumah et le président Ahmed Sékou Touré. L'érudit l'aurait alors annoncer l'indépendance du futur Ghana dans un avenir proche. Cheikh Chérif Fanta-madi aurait également prédit au gouvernement guinéen la victoire des alliés sur les allemands et cela dès le début de la Seconde Guerre mondiale.
L'histoire révèle que feu Ahmed Sékou Touré rendait à chaque fois visite au grand marabout Fanta-madi Chérif.
Il meurt le 8 septembre 1955 à kankan dans sa ville natale, son mausolée se trouve juste dans la case où il faisait ses prières.

## Études
Il fait ses études primaires auprès de son père qui fut le maître spirituel et conseiller de Almamy Samory Touré. À son jeune âge, il apprit la théologie, le droit, la philosophie ainsi que les sciences sociales et politiques, il devint alors Fodé qui veut dire docteur en sciences coraniques.

## Décoration
- Commandeur de l'ordre du Nichan el-Anouar (1955)[11]